# 英國語文學校
英國語文學校（English Language College）是香港一間教授外語的商營私立學校，創校20多年，有六間分校，包括銅鑼灣、旺角、荃灣、尖沙咀及佐敦。
2007年9月21日學校結業，欠付教師及職員薪金，又預收顧客學生學費，未有退還。 英國語文學校事件反映香港政府持續進修基金網頁的責任及資料更新的重要，還有保護消費者利益不足的問題。

## 相關
- 香港學術評審局
- 新移民
- 職業英語運動